# Farceaux
Farceaux är en kommun i departementet Eure i regionen Normandie i norra Frankrike. Kommunen ligger i kantonen Étrépagny som tillhör arrondissementet Les Andelys. År 2022 hade Farceaux 343 invånare.

## Befolkningsutveckling
Antalet invånare i kommunen Farceaux
Referens:INSEE